# 콘비아사 항공
콘비아사 항공(스페인어: Con sorcio Venezolano de Industrias Aeronáuticas y Servicios Aéreos, SA)는 베네수엘라의 국영 항공사로 시몬 볼리바르 국제공항을 허브 공항과 본사를 사용하고 있으며, 2004년 3월에 설립되었다.

## 역사
오랜 경영난 끝에 1997년 1월에 도산한 비아사 항공(영어: VIASA)을 대신해 2001년에 베네수엘라의 새로운 국영 항공사 설립을 제안했다. 하지만 이 프로젝트는 2002년 12월에 한 번 연기된데 이어 2003년 10월에 또 한차례 연기된 끝에 2004년 3월에 우고 차베스 대통령으로부터 항공사를 설립했다. 같은 해 11월 시범 운항이 이루어지면서 마르가리타섬까지 운항을 시작했으며 12월에 공식적으로 정식 노선을 운항하게 되었다. 2006년에 경영진이 교체되면서 프랭클린 페르난데스 마르티네즈가 되었다. 2010년 9월 17일에 발생한 콘비아사 항공 2350편 사고로 17명이 숨지는 사건이 발생했다. 이 사고로 베네수엘라 정부는 모든 항공편 운항을 중단하고 같은 해 10월에 재취항했다. 2012년 4월에 유럽 연합이 항공기 기종 노후 문제로 인해 EU 역내 취항 금지 항공 회사 목록에 들어가면서 유럽 취항을 전면 금지를 시켰지만 2013년 7월에 유럽 연합에 의해 유럽 취항 금지가 해체되었다.

## 운항 노선

### 코드쉐어 협정
- 2021년 5월을 기준으로 콘비아사 항공은 다음의 항공사들과 코드쉐어를 실시하고 있다.

| - 시리아 항공 - 이란 항공 - 쿠바 항공 |

## 보유 기종
- 2021년 1월 기준으로 콘비아사 항공은 다음과 같이 보유하고 있으며 평균 기령은 25.8년이다.[5][6][7][8][9]

## 사건 및 사고
- 콘비아사 항공 2350편
- 2008년 보잉 737 참사

## 사진

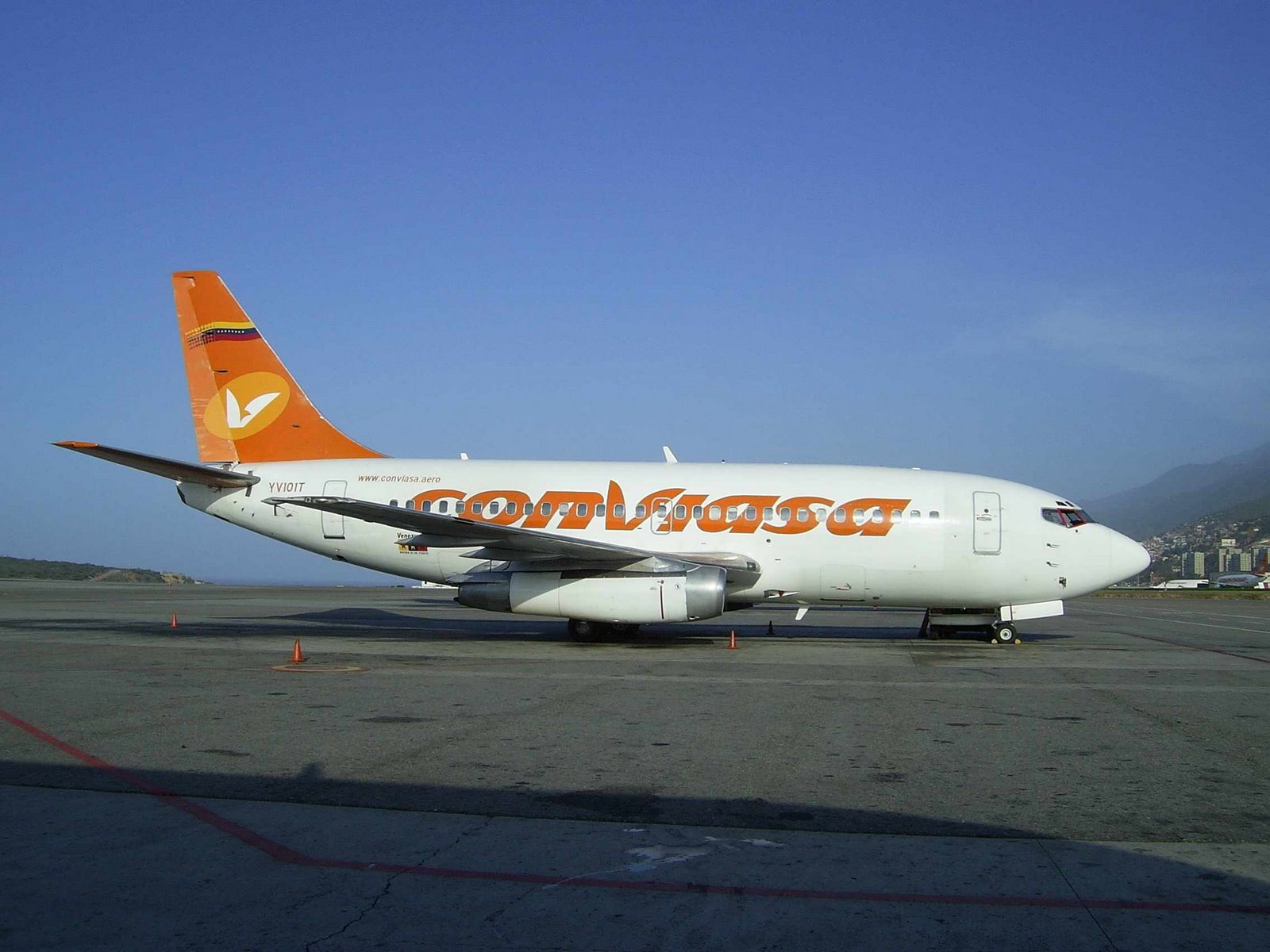
콘비아사 항공의 보잉 737-200 (퇴역)
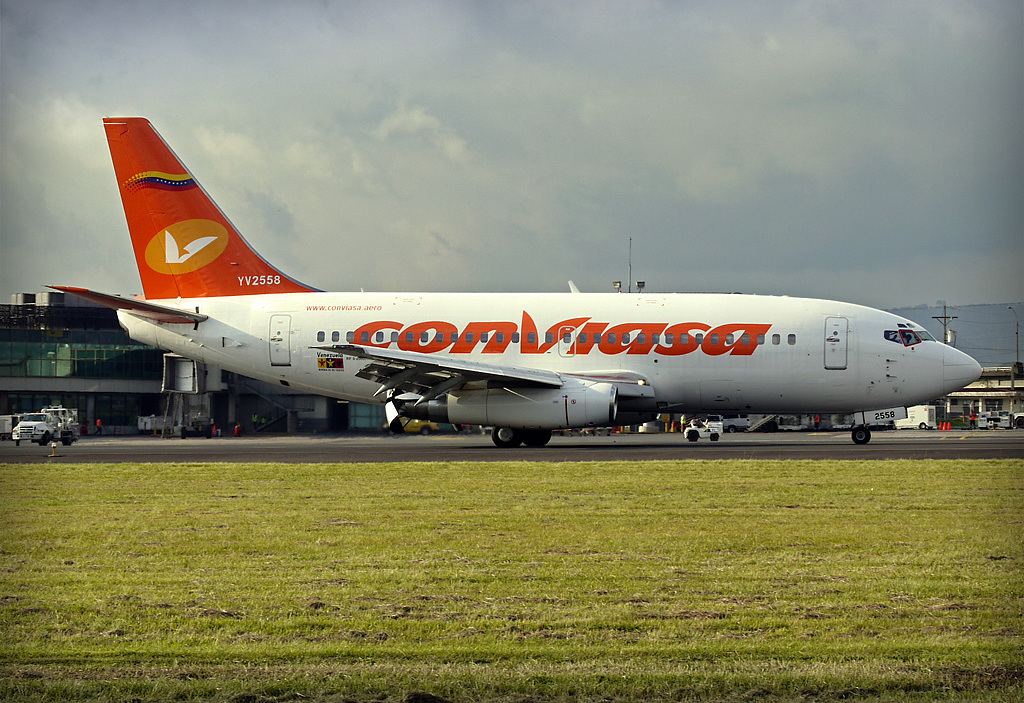
콘비아사 항공의 보잉 737-200 (퇴역)
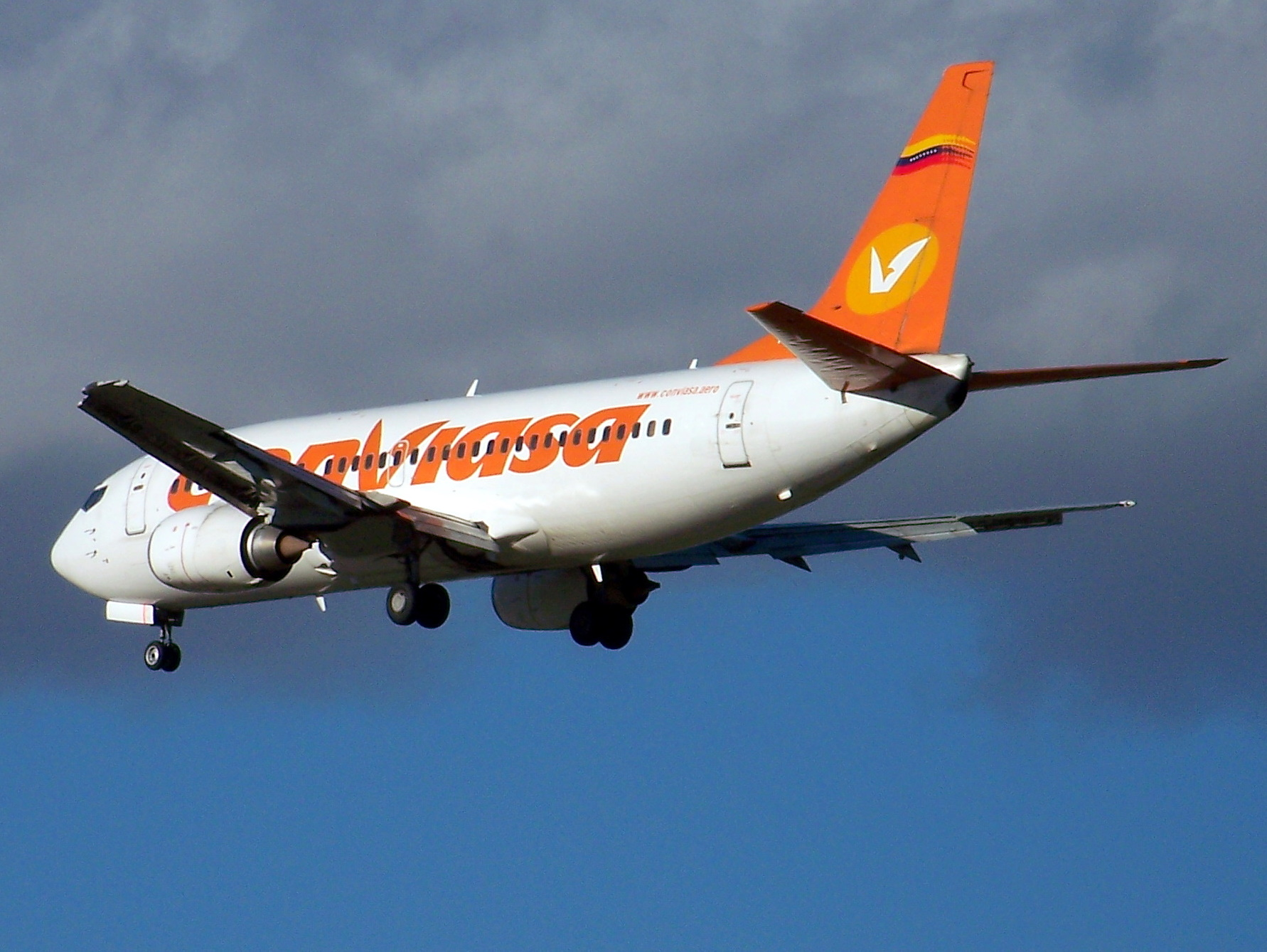
콘비아사 항공의 보잉 737-300 (퇴역)
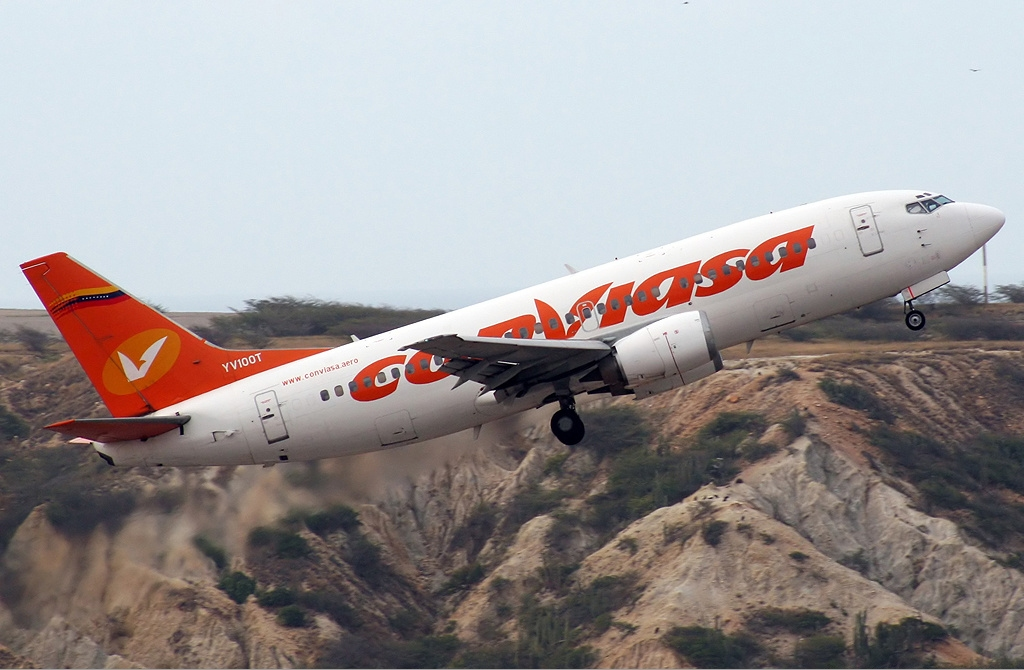
콘비아사 항공의 보잉 737-300 (퇴역)
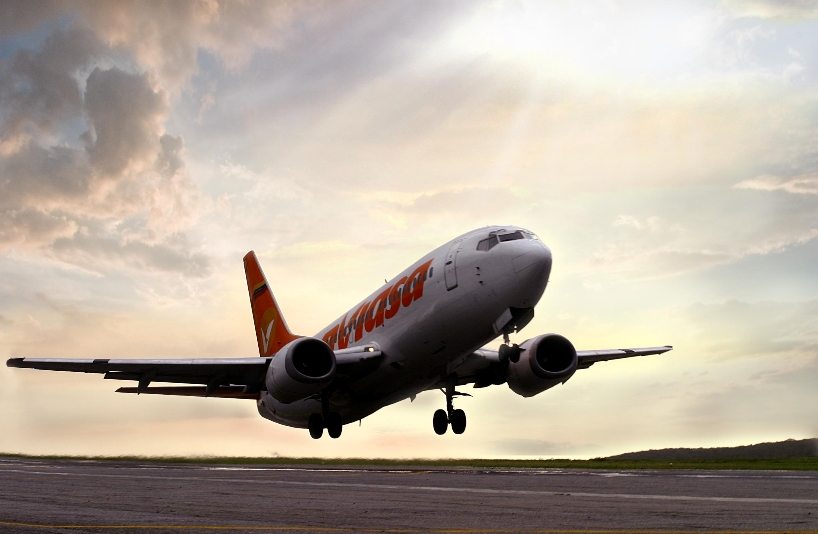
콘비아사 항공의 보잉 737-300 (퇴역)
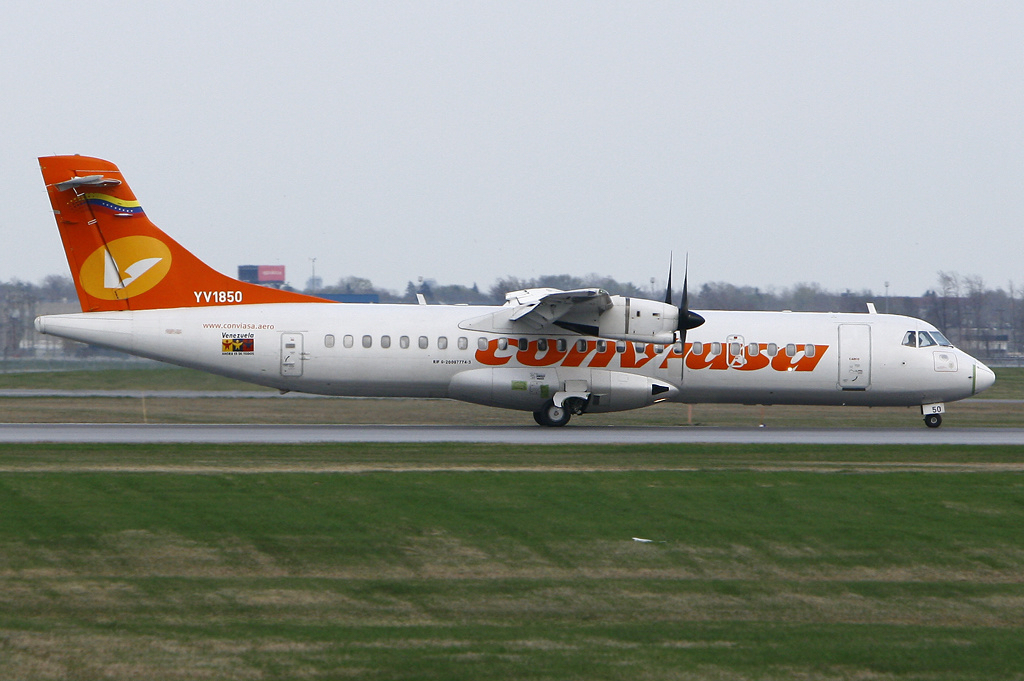
콘비아사 항공의 ATR 72-200 (퇴역)
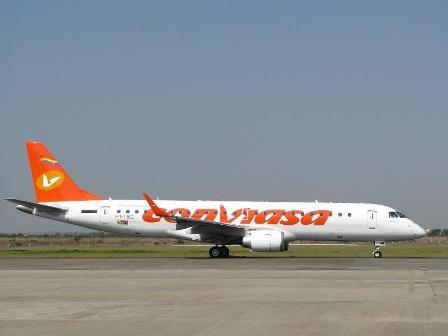
콘비아사 항공의 엠브라에르 190